# James Morss Churchill
James Morss Churchill (Londres, 1796 - 1863) fue un médico, cirujano, y botánico británico. Escribió extensamente sobre medicina, también escribió el primer artículo sobre acupuntura en Bretaña, en 1825.

## Algunas publicaciones

### Libros
- john Stephenson, james Morss Churchill, gilbert thomas Burnett. 1834. Medical botany, or Illustrations and descriptions of the medicinal plants of the London, Edinburgh and Dublin pharmacopoeas, comprising a popular and scientific account of poisonous vegetables indigenous to Great Britain. Editor Printed for J. Churchill, 3 vols. 148 pp.
- --------------------, ----------------------------. 1831. Medical Botany, Or, Illustrations and Descriptions of the Medicinal Plants of the London, Edinburgh, and Dublin Pharmacopias: Comprising a Popular... Edición reimpresa de BiblioBazaar, 2010, 372 pp. ISBN 1148951571 en línea
- --------------------, ----------------------------. 1829. Medical botany, or, Illustrations and descriptions of the medicinal plants of the London, Edinburgh, and Dublin pharmacoppœias: comprising a popular and scientific description of all those poisonous plants that are indigenous to Great Britain.
- james Morss Churchill. 1828. Cases illustrative of the immediate effects acupuncturation: in rheumatism, lumbago, sciatica, anomalous muscular diseases, and in dropsy of the cellular tissue, selected from various sources, and intended as an appendix to the author's treatise on the subject. Editor Callow and Wilson, 101 pp.
- --------------------------. 1822. Observations on the diverse treatment of gonorrhoea virulenta: with particular reference to the use of diuretics, purgatives, and the piper cupeba, or Java pepper, shewing how far they may be relied on: and pointing out a most rational and speedy mode of cure; republished from the London... Editor John Cox, 40 pp.

## Honores
Miembro de
- Real Colegio de Cirujanos de Londres[3]
- Sociedad linneana de Londres
- Sociedad Médico-Botánica de Londres

## Eponimia
- (Scrophulariaceae) Veronica × churchillii Prohaska[4]